# حجت‌آباد علیا (اشکذر)
حجت‌آباد علیا یک روستا در ایران است که در دهستان رستاق  در کنار شهر مجومرد واقع شده‌است. حجت‌آباد علیا ۱۷ نفر جمعیت دارد.